# Jai Ho
Jai Ho (Hindi: जय हो) ist ein für den Spielfilm Slumdog Millionär von A. R. Rahman geschriebener Filmsong aus dem Jahr 2008. Das Lied wurde bei der Oscarverleihung 2009 und bei der Verleihung der Grammy Awards 2010 jewels als bester Filmsong ausgezeichnet. Im Folgejahr erlangte das Stück auch als Jai Ho! (You Are My Destiny) durch die Neuaufnahme von A. R. Rahman mit den Pussycat Dolls größere Bekanntheit.

## Hintergrund
Das Lied war ursprünglich für den indischen Film Yuvvraj von Subhash Ghai komponiert, wurde in diesem Film jedoch nicht verwendet.
War der Film Slumdog Millionär in Indien auch stark kritisiert worden, da er zu sehr die hässlichen Seiten der indischen Slums zeige, wurden die Oscars für A. R. Rahman gefeiert. Der indische Handelsminister Anand Sharma bezeichnete etwa die Oscars als feinste Stunde für das indische Kino weltweit.

## Veröffentlichungen
Die Erstveröffentlichung von Jai Ho erfolgte als Teil des Soundtracks zu Slumdog Millionär am 23. Dezember 2008 bei Interscope Records. Am 23. Februar 2009 erschien das Lied als Promo-Single auf CD. Am selben Tag erschien die Version mit den Pussycat Dolls als Single. Diese erschien als 2-Track-CD-Single mit der B-Seite Lights, Camera, Action!, bei der New Kids on the Block als Gastsänger auftreten (Katalognummer: 0602527040578). Am 27. April 2009 erschien die Neuauflage als Teil von Doll Domination 2.0, einer erweiterten Fassung des zweiten Pussycat-Dolls-Albums Doll Domination.

## Rezeption

### Preise und Nominierungen
Auszeichnungen:
- Oscar 2009: Bester Song
- Grammy Awards 2010: Bester Song geschrieben für Film, Fernsehen oder andere visuelle Medien

Nominierungen:
- Critics’ Choice Movie Awards
- MTV Movie Awards 2009

### Chartplatzierungen
| ChartsChartplatzierungen       | Höchstplatzierung | Wochen |
| ------------------------------ | ----------------- | ------ |
| Deutschland (GfK)              | 29 (9 Wo.)        | 9      |
| Österreich (Ö3)                | 18 (11 Wo.)       | 11     |
| Schweiz (IFPI)                 | 7 (22 Wo.)        | 22     |
| Vereinigte Staaten (Billboard) | 15 (13 Wo.)       | 13     |
| Vereinigtes Königreich (OCC)   | 3 (28 Wo.)        | 28     |

| ChartsJahrescharts (2009)    | Platzierung |
| ---------------------------- | ----------- |
| Schweiz (IFPI)               | 71          |
| Vereinigtes Königreich (OCC) | 26          |

### Auszeichnungen für Musikverkäufe
Jai Ho! (You Are My Destiny)

| Land/Region                  | Auszeichnungen für Musikverkäufe (Land/Region, Auszeichnung, Verkäufe) | Verkäufe |
| ---------------------------- | ---------------------------------------------------------------------- | -------- |
| Australien (ARIA)            | 4× Platin                                                              | 280.000  |
| Finnland (IFPI)              | Gold                                                                   | 7.382    |
| Neuseeland (RMNZ)            | Platin                                                                 | 15.000   |
| Vereinigtes Königreich (BPI) | Platin                                                                 | 600.000  |
| Insgesamt                    | 1× Gold · 6× Platin ·                                                  | 902.382  |